# 知覺心理學
知覺心理學是認知心理學的一個子領域 ，研究主題涉及人類與生俱來的認知系統（知覺）中有意識和無意識的面向。 
該領域的先驅是詹姆斯·吉布森。其中一個重要的研究是關於「環境賦使」，即人們如何判斷環境中物體或特徵的用途。根據吉布森的理論，這些暗示的功能與物體是相連的，人們能夠從該物體聯想到它的功能，而不是僅意識到物體本身。這個觀點在其他領域中也很重要，例如許多軟體的使用者介面、心理學中的環境主義，以及最終運用於政治經濟學。
杰拉德·伊根（Gerard Egan）和羅伯特·博爾頓（Robert Bolton）基於人們根據對一個特定情境的感知而行事的前提，探索了人際互動的領域。雖然人們的行為舉止是可以被直接觀察的，但其想法和感受是無法被直接得知的。這衍生出一個觀點，即人與人之間最常見的問題是基於我們可以猜測對方的感受和思想的假設。他們還在這個範圍內提供了有效溝通的方法，包括反映式聆聽、自我肯定的技巧、化解衝突等。最後，知覺心理學在治療中也常被用來幫助患者改善解決問題的能力。

## 天賦論與經驗論的比較
在知覺心理學領域中，先天論與經驗論的內涵與方法一直受到許多研究與辯論，以找出在知覺發展中的基礎為何。先天論主義者認為人類天生就具備所有的知覺能力，是目前最受支持的理論。經驗論主義者則認為人類並非天生具備知覺能力，而是必須透過後天的學習與經驗而習得。 